# Росвил (Мериленд)
Росвил (енгл. Rossville) насељено је место без административног статуса у америчкој савезној држави Мериленд.

## Демографија
По попису из 2010. године број становника је 15.147, што је 3.632 (31,5%) становника више него 2000. године.
| Група             | 2000.         | 2010.         |
| Белци             | 7.969 (69,2%) | 7.452 (49,2%) |
| Афроамериканци    | 2.520 (21,9%) | 4.690 (31,0%) |
| Азијати           | 491 (4,3%)    | 1.593 (10,5%) |
| Хиспаноамериканци | 329 (2,9%)    | 1.042 (6,9%)  |
| Укупно            | 11.515        | 15.147        |